# Osladič obecný
Osladič obecný (Polypodium vulgare) je druh kapradiny z rodu osladič (Polypodium). Své jméno získal podle nasládle chutnajícího oddenku. Jedná se o stálezelenou kapradinu.

## Popis
Oddenek je dlouhý, plazivý, až 1 cm tlustý. Vnější strana má tmavohnědou barvu a je pokryta plevami, vnitřní strana je zelená. Při sběru je právě oddenek použitelná část pro další zpracování.
Listy bývají v mládí spirálovitě stočené. Jsou světle zelené, až 30 cm dlouhé a jednoduše peřenodílné. Vytrvávají přes zimu a nové raší v květnu a červnu. Nevyrůstají na oddenku v trsech, ale jednotlivě. Jejich čepele se za sucha svinují na ochranu před zvýšeným odpařováním vody.
Výtrusnicové kupky se nacházejí na spodní části listů ve dvou řadách. Zprvu jsou oranžové, později hnědé plodní kupky bez ostěr (krycí blanité výrůstky).

## Rozšíření
Běžný výskyt v lesích celé Evropy, v Asii, v horách severní Afriky, v Severní Americe, na Havaji. V Česku je hojný výskyt po celém území.

## Ekologie
Roste na stinných místech, na skalách, mechem porostlých sutích, trouchnivějících kmenech. Dále na vlhkých, humózních půdách, ale dobře zvládá i jílovou zem.

## Využití
lékařství: Osladič obecný je hořčina s pryskyřičným charakterem, obsahující saponin, sliz a sliznice. Pryskyřičná hořčina je účinná proti střevním parazitům. Sliz a saponin (obsažený v čerstvém oddenku) usnadňuje odhleňování. Podporuje tedy vylučování žluči a působí mírně projímavě. V lidové tradici byl používán k léčbě žlučníku a zácpy.
zahradnictví: Sekané oddenky jsou součástí substrátů pro některé rostliny, především pro orchideje.
potravinářství: Oddenek má hořkosladkou chuť, čehož se využívá při výrobě některých cukrovinek, jako je např. nugát.

## Možnost záměny
Díky své podobnosti se často s osladičem obecným zaměňuje žebrovice různolistá. Další snadná zaměnitelnost je u druhu osladič přehlížený.